# Terraguelt
Terraguelt là một đô thị thuộc tỉnh Souk Ahras, Algérie. Dân số thời điểm năm 2002 là 4.621 người.